# イタンキ浜

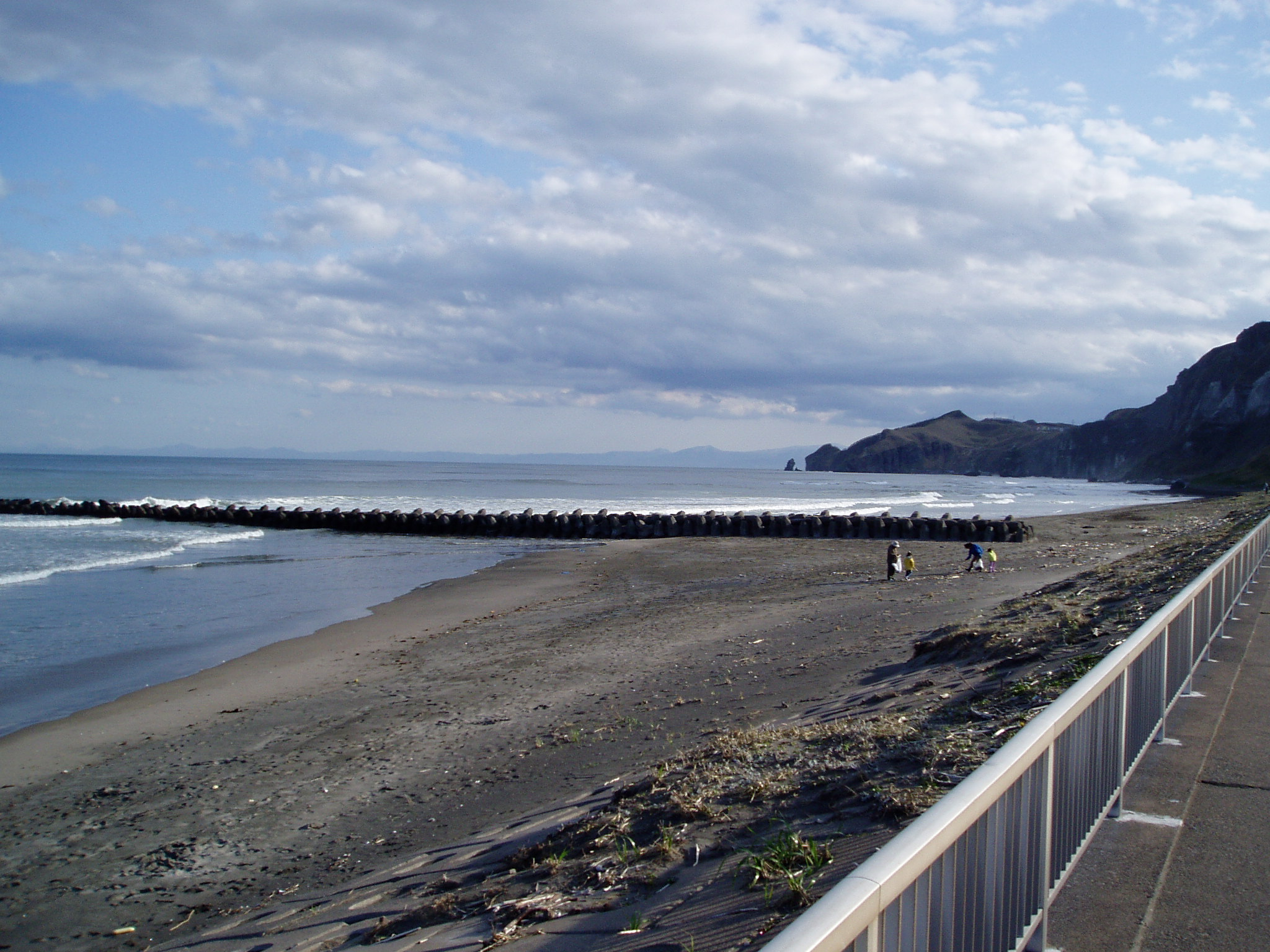
イタンキ浜

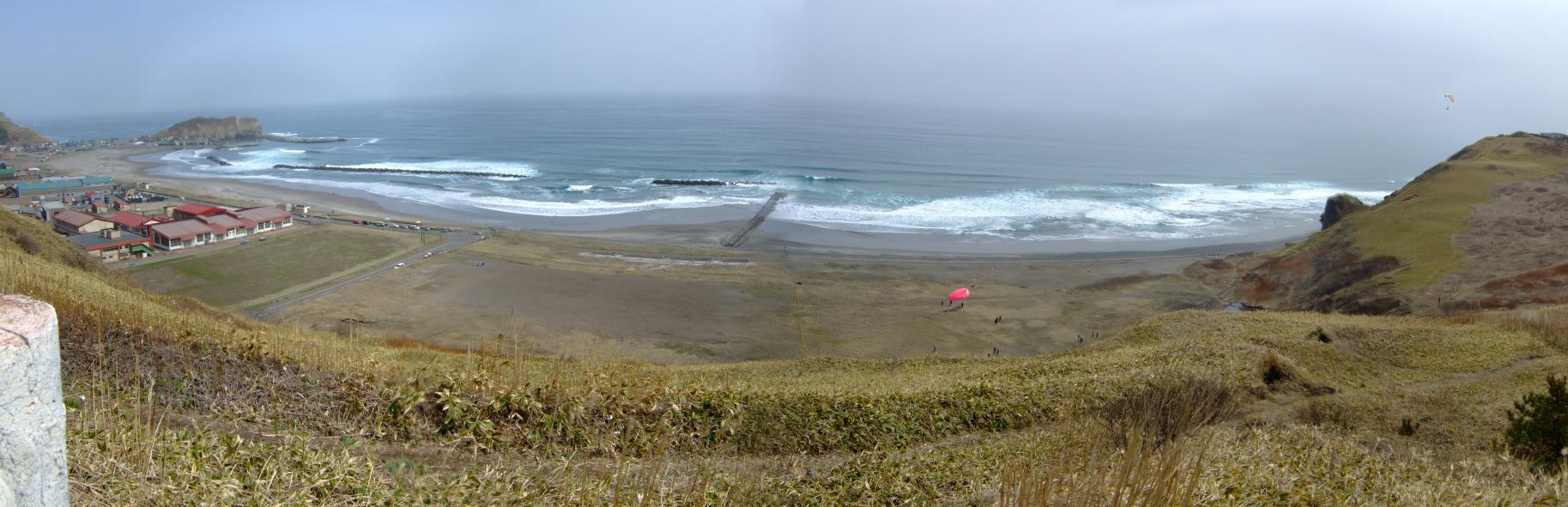
イタンキ浜全景

イタンキ浜（イタンキはま）は、北海道室蘭市みゆき町にある砂浜及びその地名。チキウ岬の北東に位置し、太平洋に面して約1.7kmの砂浜海岸を形成している。鳴き砂があることで知られ、日本の渚百選に指定されている。
かつては海水浴場として利用されていたが、離岸流が多発することから2017年の夏を最後に海水浴場は閉鎖された。

## 地名の由来
地名のイタンキ（ラテン翻字: itanki）は、アイヌ語で「椀」を意味する。
由来は諸説あり、一説には海岸が椀のように丸く見えるため呼ばれたものとされている。
また、伝説によれば、かつて日高沿岸の村々が飢饉に襲われた際、村を捨てた人々がこの浜へ流れてきたが、そこで沖にある長い岩盤を「寄り鯨」と見間違え、焚火をしながら波打ち際に打ち上げられるのを待っていた。しかし岩盤が打ち上げられるはずも無く、数日後には薪も底をついたために大切な椀（イタンキ）までも燃やしてしまい、結局全員が餓死したという。そしてこの故事から、椀を意味する「イタンキ」が浜の名前になったとされる。

## 鳴き砂
また、この地はアイヌの人たちに「フムシオタ」（音・する・砂浜）、「ハワノタ」（声・する・砂浜）と呼ばれていたことから、調査したところ鳴き砂海岸であることが確かめられた。鳴き砂を構成する石英は汚れると音を立てなくなることもあり、1997年に結成された市民団体「室蘭イタンキ浜鳴り砂を守る会」が海岸の清掃や啓発活動を行っている。室蘭を舞台とした映画『モルエラニの霧の中』にも登場する。

## イタンキ浜事件
1954年10月、第二次世界大戦中に強制労働に従事させられた中国人犠牲者の遺骨発掘調査がイタンキ浜で行われた。地元住民の証言などから発掘された遺骨は、最終的に125柱にもなり、中にはタタミ1畳分の穴に9体の遺骨が折り重なって発見された例もあった。これらの遺骨は、イタンキ浜からほど近い製鉄所や港湾労働に従事していた中国人のものと考えられている。記録によれば室蘭には戦時中に1800名の中国人が連行されており、560名以上が死亡している。
現在、大部分の遺骨は中国本土へ返還されているが、一部の遺骨が近くの寺などに預けられたままになっている。また、イタンキ浜を望む高台には、華僑総会や地元有志の手による追悼碑がかつての歴史を語り伝えている。

## アクセス

### 鉄道
- JR室蘭本線東室蘭駅より徒歩で約24分、車で約7分。

### バス
- 道南バス東町ターミナルより徒歩で約19分、車で約6分